# Martin Fuchs (Reiter)
Martin Fuchs (* 13. Juli 1992) ist ein Schweizer Springreiter.

## Karriere
Martin Fuchs wuchs in einer Reiterfamilie auf. Seine Eltern, die früheren Springreiter Thomas Fuchs und Renata Fuchs, betreiben einen Turnier- und Handelsstall. Sein Onkel ist der ehemalige Springreiter Markus Fuchs.
Sein erstes eigenes Pony erhielt Martin Fuchs im Alter von sieben Jahren. Um Fuchs einen möglich unbeschwerten Zugang zum Reiten zu ermöglichen, wurde das Pony nicht im heimischen Stall, sondern im Nachbardorf untergebracht.
Im Jahr 2006 gewann er bei den Europameisterschaften der Altersklasse Children (Reiter von 12 bis 14 Jahren auf Grosspferden) in Istanbul mit Vasco IV die Einzel-Silbermedaille. Zusammen mit der Schweizer Stute Karin II CH, die er 2006 übernahm, feierte er bei den Junioren diverse Erfolge. Beide gewannen 2007 und 2008 die Bronzemedaille bei der Junioren-Europameisterschaft, zudem gewann Martin Fuchs 2007 Silber bei den Schweizer Meisterschaften der Junioren in Basel.
Bei der Jugend-Olympiade 2010 in Singapur gehörte er zur europäischen Mannschaft (Nicola Philippaerts, Wojciech Dahlke, Valentina Isoardi, Carian Scudamore), die hier die Goldmedaille errang.
2011 und 2012 gewann er in Schaffhausen die Schweizer Meisterschaften der Jungen Reiter. Bei der Europameisterschaft der Jungen Reiter 2011 in Comporta gewann er sowohl im Einzel als auch mit dem Schweizer Team die Silbermedaille der Jungen Reiter.
Erstmals im Jahr 2011 war Fuchs Mitglied einer Schweizer Mannschaft der Elite. Im Nationenpreis von Bratislava belegte er mit der Mannschaft den ersten Rang; im Nationenpreis von Lissabon 2011 blieb er ohne Fehler und war zusammen mit Marc Oertly bester Reiter der Schweizer Mannschaft, die hier Rang zwei erreichte.
Zum Abschluss der Freilandsaison des Jahres 2011 bekam Martin Fuchs die Möglichkeit, beim CSIO 5* in Calgary zu starten. Hier erreichte er mit dem Schweizer Team auf Principal den dritten Rang, im Grossen Preis (der dritthöchstdotierten Springprüfung der Welt 2011) erreichte er mit Principal ebenfalls den dritten Rang.
Bei den Europameisterschaften der Jungen Reiter 2012 wurde er mit Principal Einzeleuropameister, mit der Mannschaft erreichte er erneut den zweiten Platz. Zudem gewann er im November 2012 mit Principal den Grossen Preis des CSI 5*-Turniers in der Wiener Stadthalle.
Im Juli 2012 war Martin Fuchs mit Principal Mitglied der Schweizer Nationenpreismannschaft in Falsterbo. In den Folgejahren war Fuchs regelmässig bei Nationenpreisen am Start. Im Juli 2013 schloss er das Junge-Reiter-Alter mit der Einzel-Silbermedaille und der Mannschafts-Goldmedaille bei den Europameisterschaften dieser Altersklasse ab. Bei seiner ersten Teilnahme an den Elite-Schweizer-Meisterschaften wurde er im Jahr 2014 mit Clooney Schweizer Meister. In der Hallensaison 2014/2015 nahm er erstmals an einem Weltcupfinal teil, hier wurde er mit Future Elfter. Im Jahr 2015 folgte seine erste Teilnahme bei einem Championat der Elite. Bei den Europameisterschaften in Aachen gehörte er mit Clooney zur Schweizer Equipe, die hier Mannschaftsbronze gewann.
Im traditionsreichen und hochdotierten Grossen Preis von Aachen 2016 hatte Martin Fuchs mit Clooney ernsthafte Chancen auf den Sieg. Im zweiten Umlauf verweigerte der Wallach jedoch und drückte am Sprung vorbei, so dass die beiden auf den 16. Platz zurückfielen. Trotz diesem Vorkommnis konnte Martin Fuchs über die Saison hinweg überzeugen, er wurde mit Clooney für die Olympischen Sommerspiele 2016 selektioniert. Hier wurde er als bester Schweizer mit Clooney Neunter der Einzelwertung, die Schweizer Equipe kam auf den sechsten Rang. Einen Monat später wurde Fuchs erneut Schweizer Meister.
Beim Weltcupfinal 2017 in Omaha, für das sich Fuchs als Nachrückender aus der Westeuropaliga qualifizieren konnte, kam er mit Clooney auf den vierten Rang. Eine Woche später gewann er mit dem 10-jährigen Hengst Chaplin das Global Champions Tour-Springen von Mexiko. Weitere Erfolge für Fuchs und Clooney folgten, so dass beide 2017 mit Vorsprung das erfolgreichste Paar im internationalen Springreitsport waren.
Das Jahr 2018 startete für Martin Fuchs mit Siegen im Grossen Preis von Basel und im Grand Prix des letzten CSI Zürich, jeweils mit Clooney. Bei den Weltreiterspielen 2018 gehörte er mit Clooney zum Schweizer Aufgebot, das im Mannschaftswettbewerb knapp eine Medaille verpasste. Im Einzel unterlief Fuchs über fünf Runden nur ein Springfehler, er errang die Silbermedaille und damit seinen bis dahin grössten Einzelerfolg.
Auch beim Weltcupfinal 2019 verpasste Fuchs mit Clooney knapp den Sieg und wurde hinter seinem Trainingspartner Steve Guerdat Zweiter. Bei den Europameisterschaften in Rotterdam ein halbes Jahr später gelang Fuchs dann endlich der erste grosse Einzeltitelgewinn: Mit Clooney unterlief ihm einzig im Zeitspingen ein Hindernisfehler, mit nur 4,46 Strafpunkten über fünf Runden hinweg wurde er Einzel-Europameister.
Im September 2019 erreichte Martin Fuchs Rang zwei der Weltrangliste. Direkt hinter Steve Guerdat gelegen, gab es damit erstmals überhaupt eine Schweizer Doppelführung in der Springreiter-Weltrangliste. Zu Jahresbeginn 2020 tauschte Fuchs dann mit Guerdat die Position und war erstmals Weltranglistenerster.
Bei den Olympischen Spielen in Tokio erreichte die Schweizer Equipe unter Beteiligung von Martin Fuchs und Clooney den vierten Rang. Kurz nach den Olympischen Spielen zog sich Clooney auf der Weide einen Oberarmbruch zu, Fuchs’ Erfolgspferd wurde daraufhin aus dem Sport genommen. Für die vier Wochen nach den Olympischen Spielen ausgetragenen Europameisterschaften 2021 in Riesenbeck war bereits im Vorfeld der neunjährige Wallach Leone Jei als Fuchs Pferd vorgesehen worden. Das Paar gewann dort die Goldmedaille mit der Mannschaft und die Silbermedaille im Einzel.
Martin Fuchs ist in Bietenholz (Gemeinde Illnau-Effretikon) ansässig. Hier führt er seit Anfang 2016 in Nachbarschaft zur elterlichen Anlage eine Reitanlage, die zuvor von seinem Onkel Alois Fuchs betrieben worden war. Trainiert wird Fuchs von seinem Vater. Bis zum Herbst 2016 war Fuchs Lebensgefährte der Springreiterin Anna-Julia Kontio. Seit 2017 ist er mit Paris Sellon, der Tochter von James Burrows, liiert. Mit der Dressurreiterin Simone Pearce ist er seit Oktober 2023 zusammen.

## Erfolge
- Olympische Spiele:
  - 2010, Singapur (Jugend-Sommerspiele): 1. Platz mit der europäischen Mannschaft und 9. Platz in der Einzelwertung
  - 2016, Rio de Janeiro: mit Clooney 6. Platz mit der Mannschaft und 9. Platz in der Einzelwertung
  - 2020 (2021), Tokio: mit Clooney 4. Platz mit der Mannschaft und 16. Platz in der Einzelwertung

- Weltmeisterschaften:
  - 2018, Tryon NC: mit Clooney 4. Platz mit der Mannschaft und 2. Platz in der Einzelwertung

- Europameisterschaften:[11]
  - 2006, Istanbul (Children): mit Vasco IV 4. Platz mit der Mannschaft und 2. Platz in der Einzelwertung
  - 2007, Auvers (Junioren): mit Karin II CH 11. Platz mit der Mannschaft und 3. Platz in der Einzelwertung
  - 2008, Prag (Junioren): mit Karin II CH 4. Platz mit der Mannschaft und 3. Platz in der Einzelwertung
  - 2009, Hoofddorp (Junioren): mit Karin II CH 4. Platz mit der Mannschaft[23] und 8. Platz in der Einzelwertung
  - 2010, Jardy (Junioren): mit Valentino Balia 6. Platz mit der Mannschaft und 34. Platz in der Einzelwertung
  - 2011, Comporta (Junge Reiter): mit Principal 2. Platz mit der Mannschaft und 2. Platz in der Einzelwertung
  - 2012, Ebreichsdorf (Junge Reiter): mit Principal 2. Platz mit der Mannschaft und 1. Platz in der Einzelwertung
  - 2013, Vejer de la Frontera (Junge Reiter): mit Future 1. Platz mit der Mannschaft und 2. Platz in der Einzelwertung
  - 2015, Aachen: mit Clooney 3. Platz mit der Mannschaft und 38. Platz in der Einzelwertung
  - 2017, Göteborg: mit Clooney 3. Platz mit der Mannschaft und 13. Platz in der Einzelwertung
  - 2019, Rotterdam: mit Clooney 6. Platz mit der Mannschaft und 1. Platz in der Einzelwertung
  - 2021, Riesenbeck: mit Leone Jei 1. Platz mit der Mannschaft und 2. Platz in der Einzelwertung

- Weltcupfinal:
  - 2015, Las Vegas: 11. Platz mit Future
  - 2017, Omaha: 4. Platz mit Clooney
  - 2019, Göteborg: 2. Platz mit Clooney

- Schweizer Meisterschaften:
  - 2007, Basel (Junioren): 2. Platz
  - 2011, Schaffhausen (Junge Reiter): 1. Platz
  - 2012, Schaffhausen (Junge Reiter): 1. Platz mit Principal
  - 2014, Sitten: 1. Platz mit Clooney
  - 2016, Sitten: 1. Platz mit Chaplin II

- Final Schweizer Cup:
  - 2016, Humlikon: 1. Platz mit Coriano Carthago[24]

## Auszeichnungen
Im Rahmen des CSI Zürich 2012 wurde Martin Fuchs als «Rookie of the year» der Schweizer Springreiter ausgezeichnet. Sein Pferd Karin II CH wurde als Schweizer Springpferd des Jahres 2010 ausgezeichnet.

## Pferde

### Aktuelle
- Leone Jei (* 2012), KWPN-Schimmelwallach, Vater: Baltic, Muttervater: Corland[27]
- Conner Jei (* 2011), dunkelbrauner Holsteiner Wallach, Vater: Connor 48, Muttervater: Cosimo 30
- Commissar Pezi (* 2013), dunkelbrauner Hannoveraner Wallach, Vater: Commissario, Muttervater: Lord Pezi
- Bastille (* 2014), braune Oldenburger Stute, Vater: Balou du Rouet, Muttervater: Chacco-Blue
- L&L Lorde (* 2015), PSH-Fuchswallach, Vater: Clyde LVB Z, Muttervater: Elan de la Cour
- L&L Upgrade (* 2013), Westfale brauner Wallach, Vater: Ultimo Alia, Muttervater: Baloubet du Rouet
- Untouched Princess (* 2018), BWP-Schimmelstute, Vater: Untouchable, Muttervater: Cicero Z van Paemel
- Love de Vie (* 2016), braune KWPN-Stute, Vater: Grandorado TN, Muttervater: Vigo d'Arsouilles
- Fortjump du Beaumenil (* 2015), brauner Selle Français-Wallach, Vater: Cornet Obolensky, Muttervater: Elan de la Cour

### Ehemalige Turnierpferde

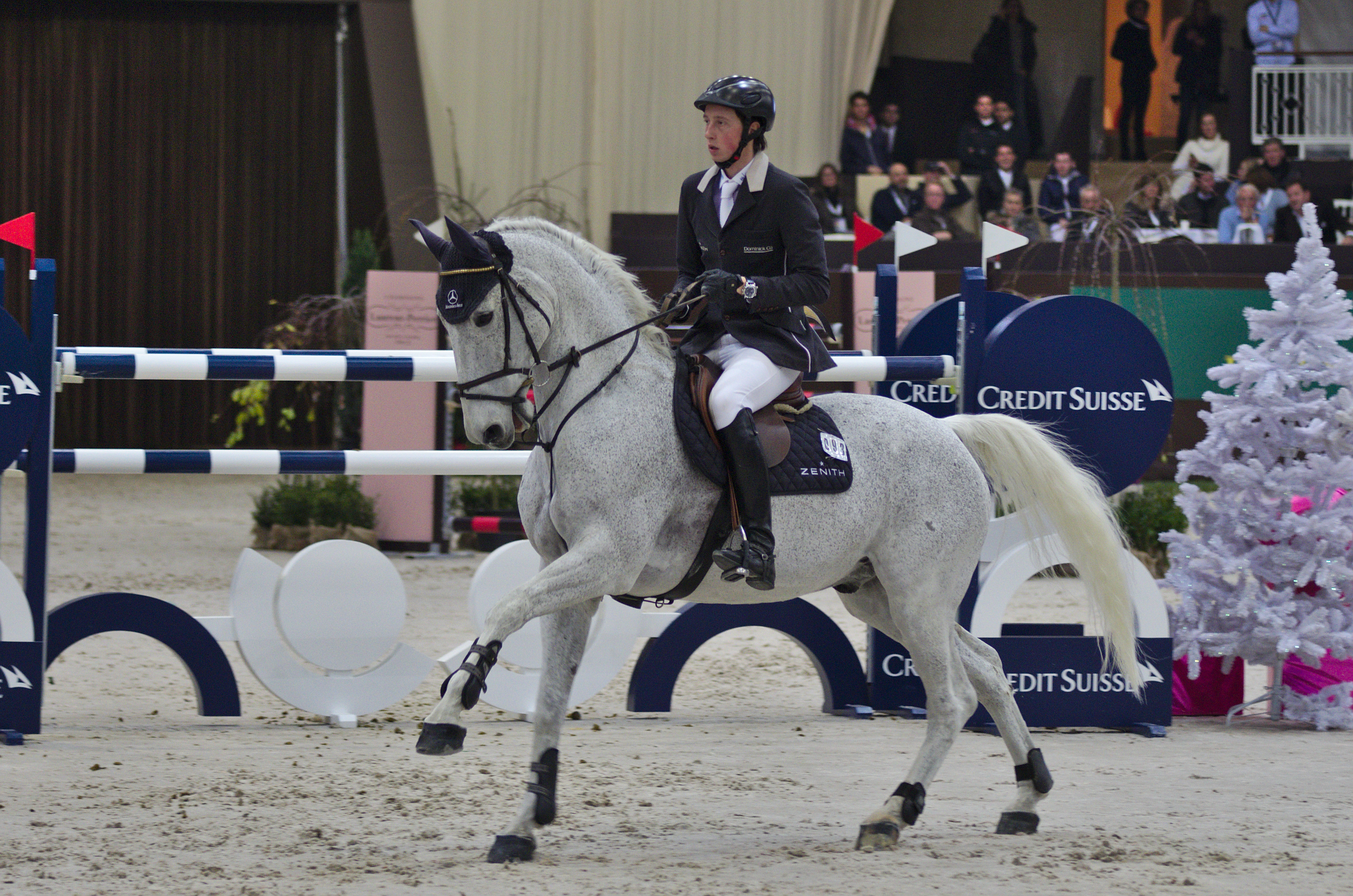
Martin Fuchs und Principal beim CHI Genf 2013

- Riot Gun van de Padenborre (* 1994), brauner BWP-Wallach, Vater: Chin Chin, Muttervater: Pachat, aus dem Sport verabschiedet[28]
- Karin II CH (* 1995), braune Einsiedler Stute, Vater: Shan, Muttervater: Natif de Signet; aus dem Sport verabschiedet[29]
- Ideo du Thot (* 1996), brauner Selle-Français-Wallach, Vater: Arioso du Theillet, Muttervater: Shaliman du Thot; zuvor von Beat Mändli geritten, aus dem Sport verabschiedet[30]
- Principal 12 (* 1996), Mecklenburger Schimmelwallach, Vater: Prinz Oldenburg, Muttervater: Grabensprung; zuvor von Beat Mändli geritten, aus dem Sport verabschiedet[31]
- Valentino Balia (* 2002), dunkelbrauner KWPN-Wallach, Vater: Farmer, Muttervater: Doliart; im Oktober 2011 in die Vereinigten Arabischen Emirate verkauft[32]
- PSG Future (* 2004), brauner Holsteiner Wallach, Vater: Cash and Carry, Muttervater: Lorentin I; bis Ende 2011 von Kathrin Müller geritten, von August 2015 bis Februar 2017 von Pius Schwizer geritten, anschließend von Max Kühner geritten[33]
- Clooney 51 (* 2006), Westfale Schimmelwallach, Vater: Cornet Obolensky, Muttervater: Ferragamo; bis Ende 2013 von Jana Wargers geritten, im August 2021 verletzungsbedingt aus dem Sport genommen[34]
- Chaplin (* 2007, vormaliger Name: Cerberus W), brauner KWPN-Hengst Vater: Verdi, Muttervater: Concorde[35], im März 2023 aus dem Sport verabschiedet, danach in der Zucht[36]
- Mighty de Riverland (* 2000), Selle-Français-Fuchsstute, Vater: Shogoun II, Muttervater: Saphir d'Elle, zuletzt im November 2017 von Daniela Baleri im internationalen Sport eingesetzt
- Chica B Z (* 2009), Zangersheider Schimmelstute, Vater: Canturano I, Muttervater: Berlin, seit Januar 2023 von Arturo Parada Vallejo geritten
- Cristo 11 (* 2007), brauner OS-Wallach, Vater: Cristo 5, Muttervater: Stakkato, zuletzt im Februar 2019 im internationalen Sport eingesetzt, im März verkauft in die USA und im Beritt von Samantha Kasowitz[37]
- Tam Tam du Valon (* 2007), Selle-Français-Fuchswallach, Vater: Ogrion des Champs, Muttervater: Quidam de Revel, seit Februar 2022 von Charles Rulquin geritten
- Dubai duBois Pinchet (* 2009), braune SBS-Stute, Vater: Kashmir van't Schuttershof, Muttervater; Andiamo Z
- Cynar VA (* 2007), Zangersheider Schimmelstute, Vater: Clarimo Ask, Muttervater: Alcatraz 14, zuletzt im Juli 2020 von Jessica Springsteen im internationalen Sport eingesetzt
- The Sinner (* 2008), dunkelbrauner OS-Wallach, Vater: Sanvaro, Muttervater: Landgold 3, seit März 2023 von Daniela Baleri geritten